# Esa
|  | No s'ha de confondre amb Esa (Alps Marítims). |

Esa (en basc, oficialment en castellà Yesa) és un municipi de Navarra, a la comarca de Sangüesa, dins la merindad de Sangüesa.
En el seu terme municipal hi ha l'embassament de Yesa i el Monestir de Leire

## Demografia
| Evolució demogràfica                           | Evolució demogràfica | Evolució demogràfica | Evolució demogràfica | Evolució demogràfica | Evolució demogràfica | Evolució demogràfica | Evolució demogràfica | Evolució demogràfica | Evolució demogràfica | Evolució demogràfica |
| 1996                                           | 1998                 | 1999                 | 2000                 | 2001                 | 2002                 | 2003                 | 2004                 | 2005                 | 2006                 | 2007                 |
| ---------------------------------------------- | -------------------- | -------------------- | -------------------- | -------------------- | -------------------- | -------------------- | -------------------- | -------------------- | -------------------- | -------------------- |
| 272                                            | 255                  | 239                  | 239                  | 237                  | 236                  | 262                  | 260                  | 263                  | 249                  | 242                  |
| Fonts: Esa i Institut d'Estadística de Navarra |                      |                      |                      |                      |                      |                      |                      |                      |                      |                      |